# Ерлан Карін
Ерлан Тынымбайулы Карін (каз. Ерлан Тынымбайұлы Қарин, нар. 26 травня 1976, Аксу, Південно-Казахстанська область, Казахська РСР) — казахстанський політичний і громадський діяч, політолог, науковець, публіцист. Голова правління АТ "РТРК «Казахстан».

## Біографія
Народився 26 травня 1976 року в селі Аксу Сайрамському району Чимкентської області (нині Південно-Казахстанська область).
У 1997 році Закінчив історичний факультет Актюбінської державного університету імені К. Жубанова, в 1999 році — аспірантуру факультету філософії і політології Казахського державного університету імені аль-Фарабі. Кандидат політичних наук, тема кандидатської дисертації: «Внутрішньополітичні аспекти національної безпеки Республіки Казахстан».
У 1996—1997 роках — працював політичним оглядачем газети «Діапазон» і газети «Час за Гринвічем».
У 1996—1998 роках працював учителем історії та географії середньої школи № 33 міста Актюбінськ (з 1999 року — Актобе), викладачем кафедри політології Актюбінської державного університету імені К. Жубанова.
У 1998—2000 роках працював співробітником Центру політичних досліджень Інституту розвитку Казахстану, заступником директора Інституту Росії та Китаю.
З 2000 по 2003 рік — директор Центрально-Азіатського агентства політичних досліджень.
У 2002—2003 роках — позаштатний радник прем'єр-міністра Республіки Казахстан.
У 2003—2004 роках — перший заступник голови Республіканської партії «Асар», генеральний директор Міжнародного інституту сучасної політики.
З 2004 по 2006 рік очолював Центр антитерористичних програм.
У 2006 році був призначений радником акима Мангістауської області з політичних питань.
У лютому 2008 року розпорядженням Президента Республіки Казахстан Нурсултана Назарбаєва Ерлан Карін був призначений завідувачем відділом внутрішньої політики Адміністрації Президента Республіки Казахстан. 
У листопаді 2008 року постановою голови Народно-демократичної партії «Нур Отан» Нурсултана Назарбаєва був призначений секретарем НДП «Нур Отан» зі стратегічного розвитку. У серпні 2013 року залишив пост секретаря НДП «Нур Отан» в зв'язку з зарубіжної стажуванням.
У грудні 2013 року — травні 2014 року — запрошений професор в Американському університеті у Вашингтоні (США).
У жовтні 2014 року розпорядженням президента Республіки Казахстан Нурсултана Назарбаєва призначений директором Казахстанського інституту стратегічних досліджень при Президентові Республіки Казахстан.
9 лютого 2017 року був призначений головою правління АТ «РТРК» Казахстан ""
Є членом Міжнародного товариства дослідників тероризму.
Є головою ради правління Казахстанської асоціації політичних наук, членом консультативної ради при Генеральній прокуратурі Республіки Казахстан, членом громадської ради при Міністерстві закордонних справ Казахстану, членом Виконкому Азіатської федерації карате-до (AKF), членом Виконкому федерації карате-до Казахстану, членом Всеяпонської міжнародної федерації джиу-джитсу, віце-президентом Федерації «Қазақ күресі».
Володіє казахським, російським та англійськими мовами. Ерлан Карін є автором понад 100 наукових і публіцистичних статей в казахстанських і зарубіжних наукових і періодичних виданнях.
Як ідеал політичного діяча називає Аліхана Букейханова, Джона Кеннеді і Нурсултана Назарбаєва. Хобі — фотографія, історія, археологія, колекціонування, зброю. Інтереси — проблема тероризму, національна та регіональна безпека, спецслужби і їх роль в системі національної безпеки, історія Казахстану, історія та культура країн Азії.
Одружений, виховує шістьох дітей.

## Нагороди
- орден «Курмет» (2010)
- медаль «10 років Астані» (2008)
- ювілейна медаль «20 років незалежності Республіки Казахстан» (2011)
- ювілейна медаль «20 років Збройних сил Республіки Казахстан» (2012)
- ювілейна медаль «20 років Асамблеї народу Казахстану»
- премія «Народний улюбленець» в номінації «Ясновидець політолог року» (2011))[1]
- премія «Народний улюбленець» в номінації «Політичний резонанс» (2012))[2]
- премія «Люди року» в номінації «Політичний діяч» за версією Інтернет-ресурсу Vласть (2012)[3]

## Книги
Автор наступних книг:
- «Солдати Халіфату: міфи і реальність» (2014)[4]
- "Між ІГІЛ і Аль-Каїдою: Центральноазіатські бойовики в сирійській війні "(2017, у співавторстві з Джейкобом Зенном) за підтримки приватного фонду Досима Сатпаєва.

## Статті
- Ерлан Карин: Казахстан без Назарбаева — это «чёрный ящик». Для западных аналитиков любой вариант смены власти в Казахстане — это свершение самых негативных ожиданий. Архів оригіналу за 17 травня 2012.
- Ерлан Карин: Конъюнктурная инициатива о пожизненном президентстве Назарбаева искажает его роль в развитии Казахстана. Архів оригіналу за 22 вересня 2018. Процитовано 26 листопада 2018.
- Ерлан Карин. Терроризм в Казахстане: от виртуального к реальному. Архів оригіналу за 17 травня 2012.
- Ерлан Карин. Угроза остаётся. Архів оригіналу за 17 травня 2012.
- Ерлан Карин. Войны спецслужб. Архів оригіналу за 17 травня 2012.
- Ерлан Карин, политолог: Идея создания Евразийского парламента даже не обсуждается. Архів оригіналу за 12 січня 2013.
- Ерлан Карин. Солдаты с детскими глазами. Архів оригіналу за 1 жовтня 2014. Процитовано 26 листопада 2018.
- Ерлан Карин. Балбал тас. Архів оригіналу за 17 травня 2012.
- Ерлан Карин. Таңбалы тас. Архів оригіналу за 17 травня 2012.